# Harsányi István (irodalomtörténész)
Harsányi István (Abaújszántó, 1874. február 2. – Sárospatak, 1928. május 10.) irodalomtörténész, könyvtáros, teológus, a sárospataki református teológiai akadémia tanára. Ötvenöt éves korában halt meg.

## Művei
- A sárospataki lengyel biblia s újonnan felfedezett harmadik töredéke. Budapest, 1909.
- Kisztei Péter élete és munkái. Sárospatak, 1910.
- Bessenyei György: Az embernek próbája. Kritikai kiadás. Budapest, 1912.
- A kuruc balladák hitelessége. Sárospatak, 1914 (Gulyás Józseffel és Simonfi Jánossal.)
- A reformáció hatása a magyar közművelődésre. Sárospatak, 1918.
- Csokonai Sárospatakon. Sárospatak, 1922.
- Csokonai Vitéz Mihály összes művei. Kritikai kiadás. Budapest, 1922. (Gulyás Józseffel.)
- Miskolczi Csulyak István élete és munkái. Debrecen, 1926.
- Kazinczy Ferenc levelei. Huszonkettedik kötet. Budapest, 1928.